# 후루카와촌 (이시카와현)
후루카와촌(古河村)은 이시카와현 노미군에 있던 촌이다. 현재의 고마쓰시 중심부의 동북동, 가케하시강 우안, 고다야마 코분(河田山古墳群)의 주변에 해당한다.

## 역사
- 1889년 4월 1일 - 정촌제 시행에 의해 4촌의 구역을 가지고 후루카와촌이 성립하였다.
- 1907년 8월 5일 - 사토카와촌, 후루카와촌, 고쿠조촌이 합병해, 고쿠후촌이 성립하였다.

## 참고문헌
- 角川日本地名大辞典 17 石川県